# جين قود
جين قود (بالإنجليزية: Gene Good)‏ هو لاعب كرة قاعدة أمريكي، ولد في 13 ديسمبر 1882 في Roxbury, Boston ‏ في الولايات المتحدة، وتوفي في 6 أغسطس 1947 في بوسطن في الولايات المتحدة.